# Сарајевски трамвај
Сарајевски трамвај, један од најстаријих европских, састоји се од шест линија. Главна линија број 3 је дужине 10,7 километара, и спаја центар града – Башчаршију са предграђем Илиџом.
Власник сарајевског трамваја је КЈКП ГРАС, који такође води и градске аутобуске и тролејбуске линије.

## Историја
Сарајево је први град у Европи који је имао цјелодневну трамвајску линију. Линија је отворена за Нову 1885. годину, као пробна линија за, тада будући трамвај у Бечу. Трамваје су тада покретали коњи. Прво је постављена пруга уског колосјека. Када су 1960. године набављени трамваји типа ПЦЦ (PCC), пруга је проширена на нормални колосек (1435 mm).
Током опсаде Сарајево деведесетих, бројна возила су оштећена.

## Линије
- : Жељезничка станица – Башчаршија;
- : Ченгић Вила – Башчаршија;
- : Илиџа – Башчаршија;
- : Илиџа – Жељезничка станица;
- : Неџарићи – Башчаршија;
- : Илиџа – Скендерија;
- -Бивше линије:
- 7: Неџарићи - Скендерија

## Возни парк
Први електрични трамваји који су се користили у Сарајеву су били производ немачке фирме Siemens-Schuckertwerke. Године 1960, купљено је 50 трамваја PCC (Presidents’ Conference Committee) Streetcar, који су претходно били у употреби у Вашингтону. Касније су се користили чешки трамваји Татра К2, који су испоручени између 1970-их и почетка 1980-их. након завршетка рата, набављена су модернија возила. Године 2008. Амстердам је донирао 16 старих трамваја граду Сарајеву.
2021. Stadler добила је уговор за испоруку 15 трамваја Tango NF3 граду. Прво возило је представљено на 15. Међународном железничком сајму Трако 20. септембра 2023. Први трамвај је стигао у децембру 2023., док су остали стигли до лета 2024.